# Maria Arbatova
Maria Arbatova (Mourom, 17 juillet 1957) est une écrivaine, poète, journaliste, féministe et femme politique russe.